# ぐるりん号 (古河市)
ぐるりん号（ぐるりんごう）は、茨城県古河市で運行されているコミュニティバス。

## 概要
古河市が、茨城急行自動車（古河営業所）・ジェイアールバス関東（佐野支店古河営業所）に運行を委託している。「通勤通学コース」、「総和庁舎・病院コース」、「西コース」（2023年4月1日より）をジェイアールバス関東が、それ以外のコースを茨城急行自動車が担当している。
合併前の旧古河市により、1998年（平成10年）に市民向けに無料で運行が開始された。2012年（平成24年）に南コースが一部延伸され、栗橋駅まで行くようになった。また、運賃を有料（小学生以上100円）として、持続性のある事業とした。
運賃は1ブロック100円、2ブロック以上は200円の後払い。ただし、「道の駅・三和庁舎コース」は乗車区間によって100円から500円の運賃となる。
PASMO・Suicaなどの交通系ICカードでの利用は不可。
バスロケーションシステムが導入されており、GPS機能とインターネットを利用し、スマートフォンなどの携帯端末やパソコンで、走行中のバスの位置やバス停到着予定時間などの情報を利用者に提供している。
定期券はスマホアプリ「バスもり！」でのみ購入することができる。回数券も同アプリから購入することもできる。

## 路線
2023年4月17日現在
西コース
- 古河駅西口 → アプリKOGA南 → いちょうプラザ入口 → 古河二高前 → 古河市役所古河庁舎 → 歴史博物館前 → 篆刻・街角美術館前 → 古河駅西口 → 雀神社前 → 松並二丁目 → （マーケットシティ古河） → 古河三丁目 → 古河駅西口
- 古河駅西口 → 雀神社前 → 松並二丁目 → （マーケットシティ古河） → 古河三丁目 → 古河駅西口 → アプリKOGA南 → 篆刻・街角美術館前 → 歴史博物館前 → 古河市役所古河庁舎 → 古河二高前 → いちょうプラザ入口 → 古河駅西口

古河庁舎・福祉の森コース
- 古河駅西口 - 古河一丁目 - 台町 - 古河市役所古河庁舎 - 新三国橋前 - 公方公園入口 - 鴻巣西 - 古河総合病院前 - 日本注射針工業前 - けやき平公園前 - 福祉の森会館 - 日本注射針工業前 - 第二中学校前 - 鴻巣（三桜工業前） - 古河二高前 - 台町 - 古河一丁目 - 古河駅西口
- 古河駅西口 - 古河一丁目 - 台町 - 古河市役所古河庁舎 - 新三国橋前 - 公方公園入口 - 公方公園前 - 古河総合病院前 - 日本注射針工業前 - けやき平公園前 - 福祉の森会館 - 日本注射針工業前 - 第二中学校前 - 鴻巣（三桜工業前） - 古河二高前 - 台町 - 古河一丁目 - 古河駅西口

南コース（栗橋駅発着）
- 栗橋駅東口 → 中田自治会館前 → 第四小学校前 → 古河三高前 → 日本注射針工業前 → 第二中学校前 → 鴻巣（三桜工業前） → 公方公園入口 → 鴻巣西 → 古河総合病院前 → 福祉の森会館 → けやき平公園前 → 茶屋新田 → 隣保館 → 中田陸橋脇 → 栗橋駅東口
- 福祉の森会館 → 古河総合病院前 → 鴻巣西 → 公方公園入口 → 鴻巣（三桜工業前） → 第二中学校前 → 日本注射針工業前 → けやき平公園前 → 古河三高前 → 第四小学校前 → 中田陸橋脇 → 栗橋駅東口

南コース（古河駅発着）
- 古河駅西口 → アプリKOGA南 → 古河一丁目 → 台町 → 市役所古河庁舎 → 公方公園入口 → 鴻巣西 → 古河総合病院前 → 福祉の森会館 → 企業団地入口 → 古河三高前 → 第四小学校前 → 中田自治会館前 → 隣保館 → 茶屋新田 → 第二中学校前 → 鴻巣（三桜工業前） → 古河二高前 → 台町 → 古河一丁目 → 古河駅西口

北コース（2023年4月1日より運行）
- 茨城急行自動車古河営業所 - 第六小学校前 - 雷電二丁目 - すだ包装前 - 古河駅東口 - 労働基準監督署前 - イオン古河店前 - 旭町二丁目 - 東泉町 - 東泉町2 - 猿島厚生病院前 - 西牛谷八幡町（ジョイフル本田南） - 東牛谷新田 - 友愛記念病院 - 東牛谷新田 - 西牛谷八幡町（ジョイフル本田南） - 猿島厚生病院前 - 東泉町2 - 下辺見今泉 - 古河一高前 - 旭町中央 - 三杉郵便局前 - みどりヶ丘ふれあいの家 - 三杉町二丁目 - 静町 - マーケットシティ古河 - 茨城急行自動車古河営業所

通勤・通学コース（循環）
- 古河駅東口 - すだ包装前 - 雷電一丁目 - 古河図書館前 - イオン古河店前 - 旭町二丁目 - 東泉町 - 上辺見新田 - 上辺見本中 - 関戸新町 - 遠高野3 - ロイヤルサンハイツ - 女沼沼田 - 女沼本郷 - 女沼 - 西女沼 - 上辺見南町2 - 中辺見泉町 - 古河赤十字病院 - 下三 - 下山二丁目・住吉町 - 鹿養道南 - そば善前 - 古河駅東口

総和庁舎・病院コース（循環）
- 古河駅東口 - すだ包装前 - 雷電一丁目 - 古河図書館前 - イオン古河店前 - 旭町二丁目 - 東泉町 - 東泉町2 - 猿島厚生病院前 - 西牛谷八幡町（ジョイフル本田南） - 東牛谷新田 - 友愛記念病院 - 東牛谷南町 - 京三電機前 - 東牛谷東町 - 関戸高野 - 下大野遠高野1 - 中央運動公園 - 下大野宮崎 - 古河市役所総和庁舎 - 商工会館 - 安藤整形外科前 - ネーブルパーク西入口 - 古河中等教育学校前 - JA直売所前 - 女沼宿 - 下辺見中坪 - 下辺見小学校西 - 上辺見内手 - 上辺見南町 - ユーセンター総和南 - 日赤入口 - 古河赤十字病院 - 下三 - 下山二丁目・住吉町 - 鹿養道南 - そば善前 - 古河駅東口

道の駅・三和庁舎コース（2023年4月17日より運行）
- 古河駅東口 → 関戸東 → （小柳病院） → 稲宮 → 道の駅まくらがの里こが → 大和田南 → 仁連天満社北 → 仁連上町 → 古河市役所三和庁舎 → ふれあいスポーツセンター → 仁連工業団地 → 名崎小学校前 → 名崎工業団地前 → 仁連江口 → ふれあいスポーツセンター → 古河市役所三和庁舎 → 仁連上町 → 仁連天満社北 → 大和田南 → 道の駅まくらがの里こが → 稲宮 → （小柳病院） → 関戸東 → 古河駅東口

## 車両
おもに、日野・ポンチョが使われる。